# La Guerre du feu (novela)
La Guerre du feu (La guerra del fuego o La conquista del fuego) es una novela de 1911 escrita por J. H. Rosny (pseudónimo de los hermanos belgas Joseph-Henry-Honoré Boex y Sheraphin-Justine-François Boex) y que en su época conoció un gran éxito. Está escrita con un ritmo trepidante.
Setenta años después, en 1981, el director francés Jean-Jacques Annaud rodó una versión cinematográfica de gran éxito de título homónimo (en Hispanoamérica, La guerra del fuego; en España, En busca del fuego).
Fue publicada por primera vez en español en 1947 por Seix Barral.

## Argumento
En un mundo prehistórico, la tribu de los Ulhamr pierde el fuego tras una escaramuza con otra tribu. El fuego es imprescindible para su supervivencia, y el jefe de la horda, Faúhm, manda a dos grupos de tres hombres en busca del fuego. Naoh, es un joven guerrero que parte con Nam y Gau hacía la tierra de los Dos-Ríos en busca del fuego; Aghoo y sus dos hermanos parten en dirección contraria hacia el sol Poniente. Quien antes traiga el fuego tendrá como premio a Gamla, la hija del jefe.
Tras muchas peripecias y enfrentamientos con el oso cavernario, la tribu de los Kzamm, los Enanos Rojos... Naoh y sus compañeros logran el fuego y el conocimiento para crearlo golpeando unas piedras, pero antes de su regreso a la tribu, Naoh deberá enfrentarse a los tres terribles hermanos que en una emboscada le quieren arrebatar el fuego. Tras un brutal combate los derrota, regresa a la horda, recibe a Gamla y le hacen el jefe.
La novela tiene toda ella un tono épico y arcaizante, en donde se retrata muy vívidamente las peripecias y anhelos de las gentes de un mundo primitivo y brutal, como por ejemplo en el pasaje que relata la muerte de Aghoo:

Aghoo esperó la muerte; mas la muerte ya estaba en él, y aun así no comprendía la derrota. Se acordó con orgullo de todo cuanto había derribado y muerto entre las criaturas antes de sucumbir él también.
—¡Aghoo ha aplastado la cabeza y el corazón de sus enemigos! —murmuró—. Jamás ha dejado con vida a los que le han disputado la presa o el botín. Todos los Ulhamr temblaban ante él.
Este era el grito de su oscura inteligencia; y si hubiera podido regocijarse en medio de su vencimiento se hubiera aún regocijado. Por lo menos sentía la virtud de no haber perdonado jamás, de haber aniquilado siempre y para siempre el peligro que permanece con el rencor del vencido. Así sus días le parecían sin reproche... Y cuando el primer golpe de muerte resonó sobre su cráneo, no lanzó ni una queja; no exhaló ninguna, sino cuando, desvanecido ya su pensamiento, no restó de él ya más que la carne, cuyos últimos estremecimientos la maza de Naóh iba extinguiendo.
J. H. Rosny, La conquista del fuego (pag. 284)

## Índice  de la obra
El libro se divide tres partes, las cuales se detallan a continuación:
1. PARTE PRIMERA
1.1 La muerte del fuego
1.2 Un combate colosal
1.3 En la caverna
1.4 La noche en la selva
1.5 En la pradera
1.6 La fuga
2. PARTE SEGUNDA
2.1 Las cenizas
2.2 Al acecho
2.3 A orillas del gran río
2.4 La alianza
2.5 El Fuego
2.6 En busca de Gau
2.7 La vida entre los mamuts
3. PARTE TERCERA
3.1 Los Enanos Rojos
3.2 La arista granítica
3.3 La noche en el pantano
3.4 El combate
3.5 Una raza que muere
3.6 Por el País de las Aguas
3.7 Los “Hombres del Pelo Azul”
3.8 En el desfiladero
3.9 La roca
3.10 El supremo combate
3.11 En la noche de las edades

## Verosimilitud científica
La novela describe en detalle los animales prehistóricos, como mamuts, leones cavernarios, osos cavernarios, tigres de sable, etc. Además, intenta reconstruir la vida y las costumbres de varias tribus primitivas en diferentes etapas de desarrollo (probablemente Cro-Magnon y Neanderthal). Estas descripciones se basan principalmente en los datos científicos de su época, pero el mayor desarrollo de la paleontología y la antropología ha llevado al hecho de que ahora su precisión es escasa.

## Obras de los Ulhamr
1. Vamireh (Vamireh, 1896), autoría de J.-H. Rosny aîné (el mayor)
2. La guerra del fuego o La conquista del fuego (La Guerre du feu, 1911), autoría de J. H. Rosny
3. El león de las cavernas (Le Félin géant, 1918), autoría de J.-H. Rosny aîné (el mayor)
4. Helgvor. El guerrero del río azul (Helgvor du Fleuve Bleu, 1929), autoría de J.-H. Rosny aîné (el mayor)